# Massif de Randa
Pour les articles homonymes, voir Randa (homonymie).

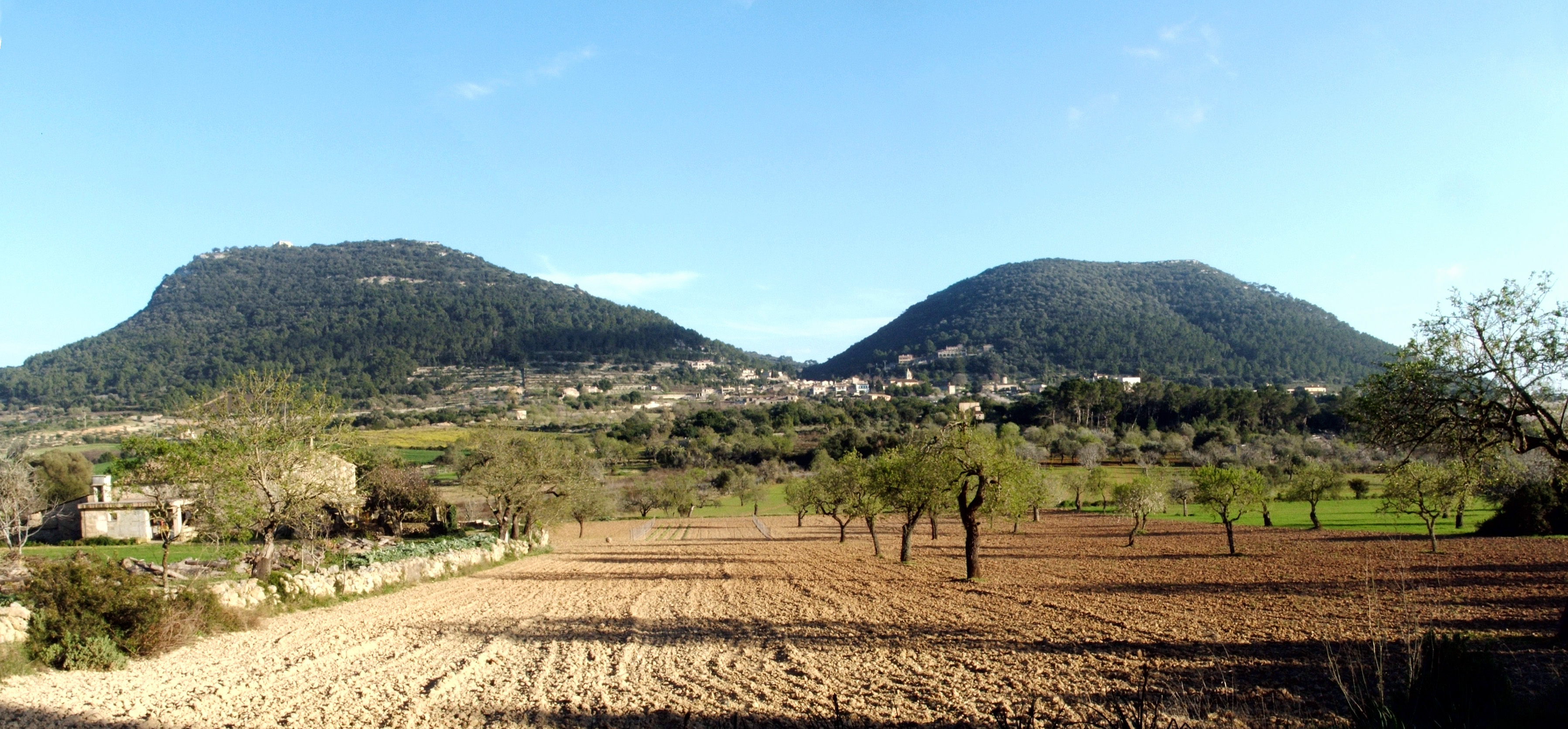
Vue du massif avec les trois principaux monastères de Randa.

Le massif de Randa est un massif montagneux situé entre les comarques majorquines de la Pla de Mallorca et du Migjorn. La majeure partie du massif est située sur les localités de Llucmajor et Algaida et touche Montuïri et Porreres.
Le principal sommet est le pic de Randa (555 m). Le pic de Ses Roques (501 m) se trouve au sud, le pic de Les Tres Filtes à l'est et le pic de Can Coll au sud-ouest. Le massif occupe une superficie de 3 700 hectares.

## Flore et faune
Vers les cimes se trouvent des forêts de pin blanc et de chênes. Dans les vallées on trouve des oléastre, des zones cultivées en amandiers, oliviers et  caroubiers. Parmi la faune figurent le hérisson d'Algérie, le loir, la belette, le rouge gorge et le corbeau.
Le massif est déclaré Area Natural de Especial Interés, (« aire naturelle d'intérêt spécial »).

## Ethnologie
Les versants du sommet présentent différents restes d'activité traditionnelles qui étaient réalisés dans la montagne. On y trouve entre autres des constructions destinées à la production de charbon de bois à partir du chêne ainsi que des fours à chaux artisanaux.

## Bâtiments religieux
Quatre bâtiments religieux sont construits dans le massif. Une route accessible depuis Llucmajor, Algaida et Montuïri permet de traverser le massif et de relier les sanctuaires de Gracia, Saint Honoré et le Cura. Ce dernier est le plus important des trois et est situé au sommet du pic de Randa.
Au nord du massif se trouvent le château et le monastère de Castell de la Pau.